# 五羰基溴化锰
五羰基溴化锰是一种有机化合物，化学式为BrMn(CO)5。它是亮橙色的固体，可用于制备其它锰配合物。它可由十羰基二锰和溴反应制得：
Mn2(CO)10  +  Br2   →   2 BrMn(CO)5
这种配合物可以发生一系列的给体配体取代反应，生成具有通式BrMn(CO)3L2的化合物。
五羰基溴化锰具有八面体配位几何结构。